# Toelitsa (rivier)

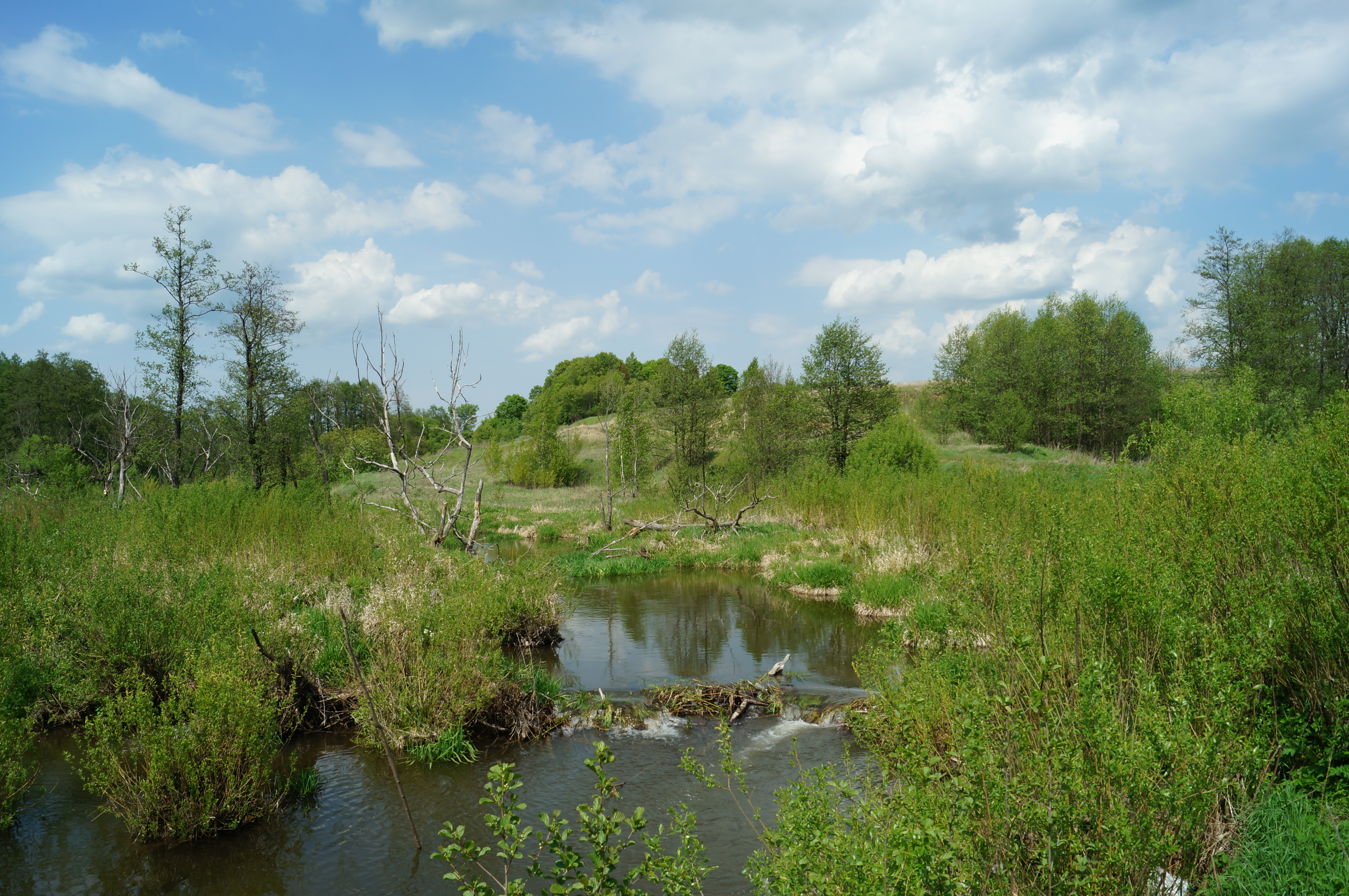

De Toelitsa (Russisch: Тулица) is een klein riviertje in Rusland. De afstand van bron tot monding is in rechte lijn maar ongeveer 15 kilometer. De werkelijke lengte is 41 km lang, het stroomt vanaf de bron ten noorden van de stad Toela naar het centrum waar het bij het Vazjemskaja-station uitmondt in de rivier de Oepa. In de loop is op twee plaatsen een dam aangelegd waar zich een meertje heeft gevormd. Het afwateringsgebied bedraagt ongeveer 285 km².